# هیث اند ریچ
هیث اند ریچ (به انگلیسی: Heath and Reach) یک روستا و محله مدنی در بریتانیا است که در Central Bedfordshire واقع شده‌است. هیث اند ریچ ۱٬۳۵۰ نفر جمعیت دارد.